# Train on a Track
"Train on a Track" é uma escrita pelo produtor americano Rob Fusari, Wells Tiaa, Muhammad Balewa e Sylvester Jordan para Kelly Rowland no seu álbum de estreia a solo Simply Deep. Também foi co-produzida por Fusari e recebeu uma recepção geral positiva de críticos de música. A canção foi lançada como o quarto e último single do álbum em territórios internacionais, em Agosto de 2003 e entrou no top vinte em Inglaterra. A canção também foi destaque na trilha sonora do filme Maid in Manhattan, que foi lançado em DVD seis semanas após o lançamento do single no Reino Unido.

## Vídeo Musical

Kelly Rowland no vídeo musical de "Train on a Track".

O vídeo foi direccionado pelo director de filmes finlandês Antti Jokinen e foi filmado em Palm Beach nas Praias do Norte de Sydney no final da tour Australiana de Kelly.
O vídeo da música está disponível no mercado europeu em formato maxi-single como um elemento de vídeo avançado, bem como na edição japonesa do DVD Destiny's Child World Tour, a edição exclusiva do Wal-Mart de 2005 das Destiny's Child intitulado "Fan Pack II" e o exclusivo de 2007 do Wal-Mart, BET Presents Kelly Rowland.

## Faixas
- CD Single Internacional

1. "Train on a Track" (Versão do Álbum)
2. "Train on a Track" (HR Crump Remix)
3. "Emotion" (Ao vivo de Rotterdam Versão Áudio)
4. "Train on a Track" (Vídeo musical)

- CD Single Internacional II

1. "Train on a Track" (Versão do Álbum)
2. "Can't Nobody" (Ced Solo NYC Remix)
3. "Can't Nobody" (Ron G Remix)

- CD Single Australiano[1]

1. "Train on a Track" (Versão do Álbum)
2. "Train On A Track" (HR Crump Remix)
3. "Train On A Track" (Rob Fusari Remix)
4. "Can't Nobody" (Ron G Remix)

- German Pock It-CD (3 inch)

1. "Train on a Track" (Versão do Álbum)
2. "Train On A Track" (Remix de Rob Fusari)

## Histórico de Lançamento
| País           | Data                  |
| -------------- | --------------------- |
| Mundo          | 4 de Agosto de 2003   |
| Estados Unidos | 9 de Setembro de 2003 |

## Desempenho nas Paradas
| Parada (2003)                | Posição |
| ---------------------------- | ------- |
| Austrália ARIA Singles Chart | 61      |
| Irish Singles Chart          | 44      |
| German Singles Chart         | 93      |
| Swiss Singles Chart          | 67      |
| UK Singles Chart             | 20      |